# NGC 2575
NGC 2575 é uma galáxia espiral (Sc) localizada na direcção da constelação de Cancer. Possui uma declinação de +24° 17' 49" e uma ascensão recta de 8 horas, 22 minutos e 45,0 segundos.
A galáxia NGC 2575 foi descoberta em 23 de Fevereiro de 1878 por Édouard Jean-Marie Stephan.